# Phorbas paucistylifer
Phorbas paucistylifer är en svampdjursart som beskrevs av Burton 1958. Phorbas paucistylifer ingår i släktet Phorbas och familjen Hymedesmiidae. Inga underarter finns listade i Catalogue of Life.